# Bonnecourt
Bonnecourt é uma comuna francesa na região administrativa de Grande Leste, no departamento de Haute-Marne. Estende-se por uma área de 10,88 km². Em 2010 a comuna tinha 140 habitantes (densidade: 12,9 hab./km²).